# Tetreres maryricae
Tetreres maryricae är en ringmaskart som beskrevs av Kirtley 1994. Tetreres maryricae ingår i släktet Tetreres och familjen Sabellariidae. Inga underarter finns listade i Catalogue of Life.